# Wijzertelegraaf

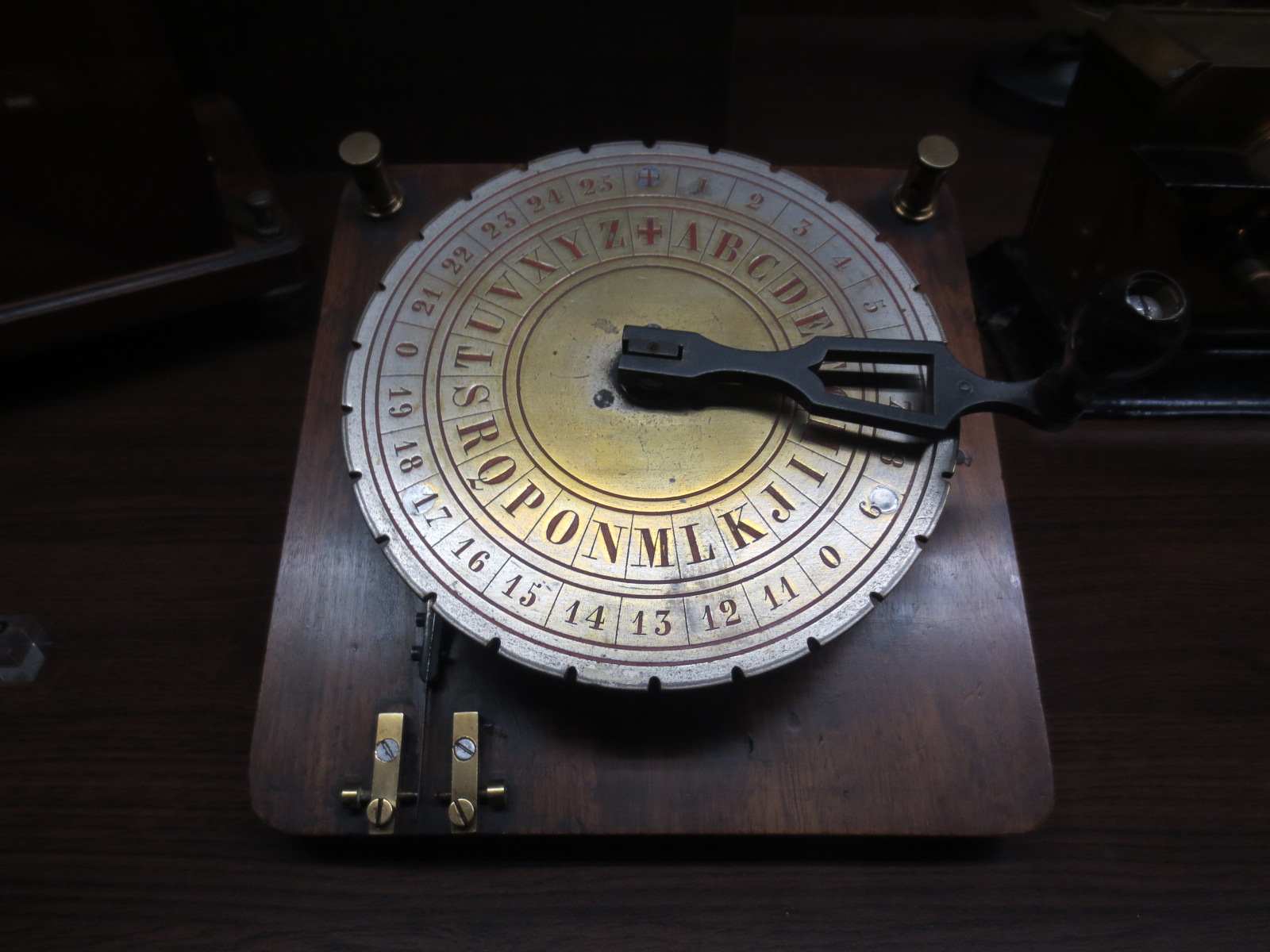
De codeerschijf van de Breguet-wijzertelegraaf uit 1844

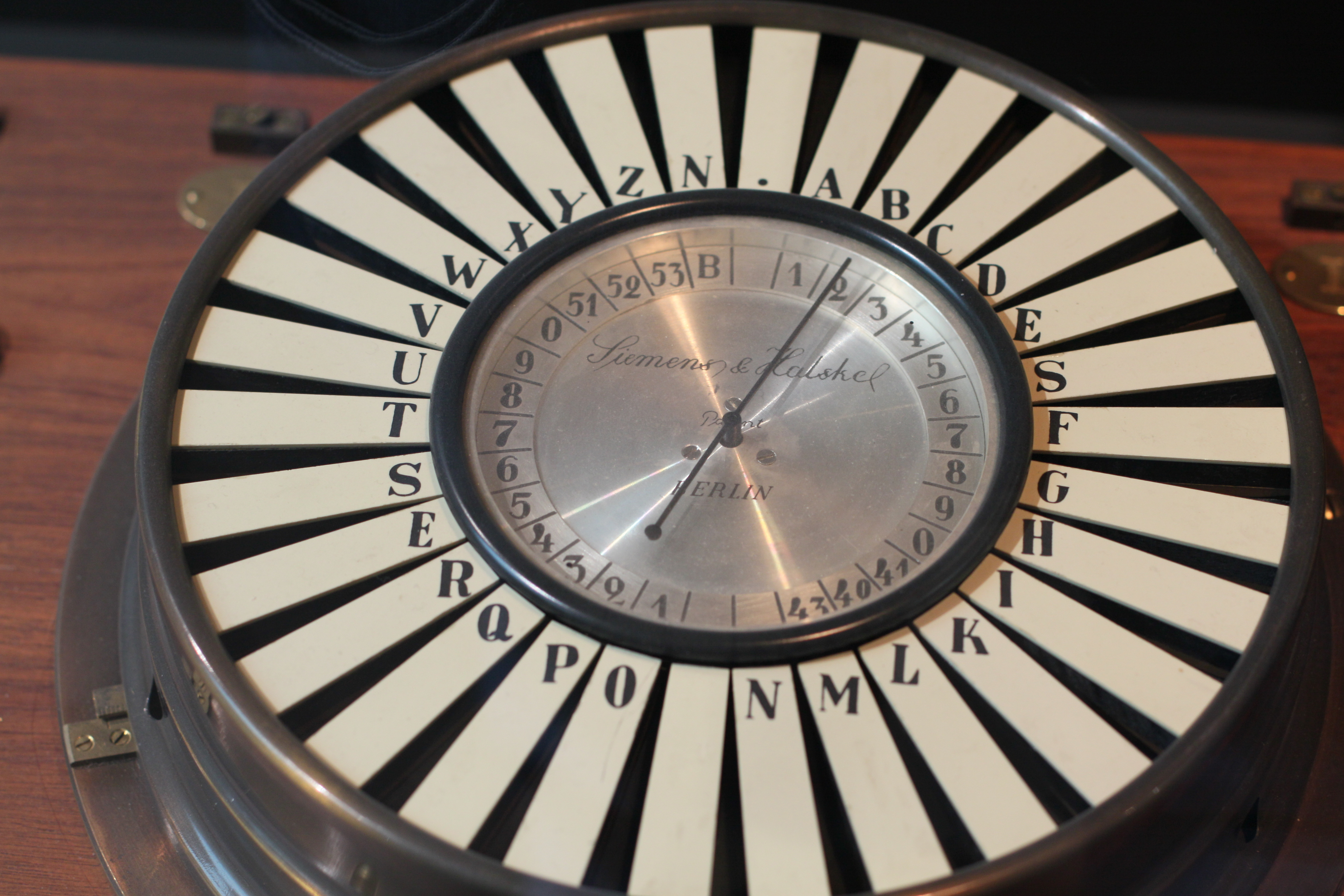
Wijzertelegraaf volgens het systeem Kramer, gebouwd door Siemens & Halske.

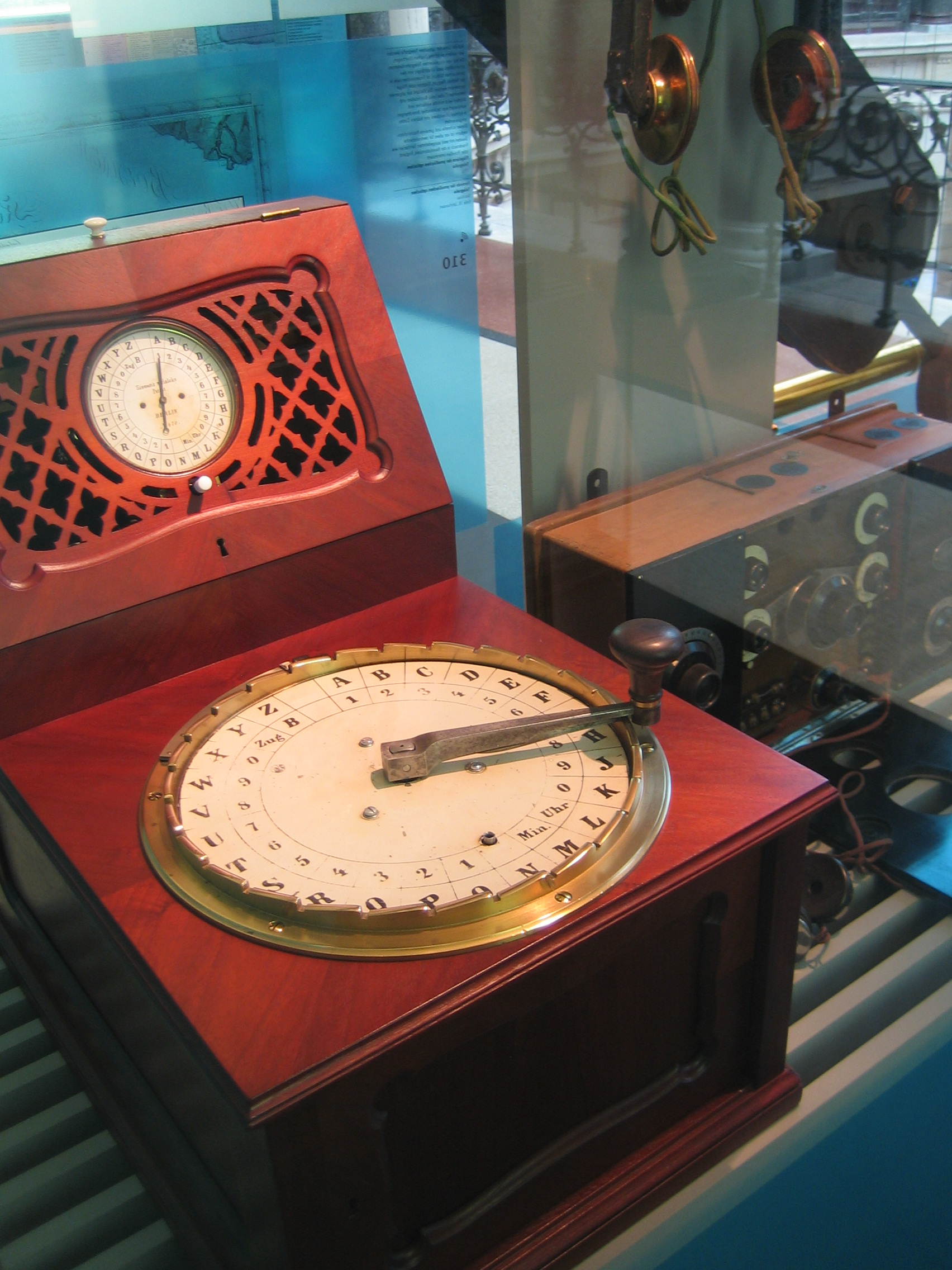
Siemens-wijzertelegraaf (rond 1856)

Een wijzertelegraaf is een elektrische telegraaf waarbij het coderen van letters wordt gedaan door het instellen van een hendel op een wijzerplaat, en het decoderen door het aflezen van een naald op een wijzerplaat. Op deze manier kan een telegraafverbinding bediend worden zonder vertrouwd te hoeven zijn met bijvoorbeeld de morsecode. De overdrachtssnelheid ligt wel lager dan een geoefende morse-telegrafist kan bereiken.
De Britse elektrotechnicus Charles Wheatstone bouwde de eerste wijzertelegraaf in 1839. Verbeterde versies kwamen in de jaren daarna.
De Franse uurwerkmaker Louis Breguet bouwde niet alleen een naaldtelegraaf die de code van de (optische) Chappe-telegraaf reproduceerde, maar ontwikkelde ook een wijzertelegraaf die in 1850 bij de Franse spoorwegen algemeen in gebruik werd genomen.
In 1845 werd in Nederland een telegraaflijn aangelegd langs de spoorweg van Amsterdam naar Haarlem, met door Eduard Wenckebach geconstrueerde wijzertelegrafen.
In 1846 bouwde de Duitse ingenieur August Kramer een eigen versie van de wijzertelegraaf, die werd doorontwikkeld door Werner von Siemens, waar kon worden volstaan met het indrukken van de toetsen die rond de wijzerplaat waren aangebracht. Deze versie werd door Siemens en Johann Georg Halske op grotere schaal geproduceerd, en kwam daarmee aan de basis te liggen van de Duitse multinational Siemens AG.
Een door Siemens verder verbeterde versie uit 1856 gebruikte een roterende hendel om de letters in te stellen, maar kon daarmee door een inductor zelf de stroom opwekken die voor de overdracht nodig was, zodat geen batterij of andere externe stroombron meer nodig was.
De Belgische uitvinder Polydoor Lippens ontwikkelde vanaf 1850 diverse wijzertelegrafen, waaronder ook een met toetsbediening.
Op de langere termijn legde de wijzertelegraaf het af tegen de morsetelegraaf, door de lagere overdrachtssnelheid. Alleen bij de spoorwegen bleef de wijzertelegraaf soms nog tot ver in de 20e eeuw in gebruik, omdat daar de simpele bediening nog wel opwoog tegen de lagere snelheid.